# Natação no Campeonato Mundial de Esportes Aquáticos de 2013 - 100 m peito masculino
A prova dos 100 metros peito masculino da natação no Campeonato Mundial de Esportes Aquáticos de 2013 ocorreu entre os dias 28 de julho e 29 de julho no Palau Sant Jordi  em Barcelona.

## Recordes
Antes desta competição, os recordes mundiais e do campeonato nesta prova eram os seguintes:
| Tipo                  | Atleta                | Tempo | Local   | Data                |
| --------------------- | --------------------- | ----- | ------- | ------------------- |
|                       | Cameron van der Burgh | 58.46 | Londres | 29 de julho de 2012 |
| Recorde do campeonato | Brenton Rickard       | 58.58 | Roma    | 27 de julho de 2009 |

## Medalhistas
| Ouro                     | Prata                       | Bronze            |
| Christian Sprenger (AUS) | Cameron van der Burgh (RSA) | Felipe Lima (BRA) |

## Resultados

### Eliminatórias
Esses foram os resultados das eliminatórias.
| Pos. | Bateria | Raia | Nadador                | Nacionalidade  | Tempo   | Notas            |
| ---- | ------- | ---- | ---------------------- | -------------- | ------- | ---------------- |
| 1    | 7       | 4    | Christian Sprenger     | Austrália      | 59.53   | Q                |
| 2    | 8       | 2    | Kirill Strelnikov      | Rússia         | 59.80   | Q                |
| 3    | 6       | 4    | Fabio Scozzoli         | Itália         | 59.88   | Q                |
| 3    | 7       | 5    | Kosuke Kitajima        | Japão          | 59.88   | Q                |
| 5    | 8       | 3    | Glenn Snyders          | Nova Zelândia  | 59.92   | Q                |
| 6    | 8       | 6    | Kevin Cordes           | Estados Unidos | 1:00.01 | Q                |
| 7    | 8       | 4    | Cameron van der Burgh  | África do Sul  | 1:00.02 | Q                |
| 8    | 6       | 6    | Felipe Lima            | Brasil         | 1:00.06 | Q                |
| 9    | 7       | 3    | Ross Murdoch           | Reino Unido    | 1:00.08 | Q                |
| 9    | 8       | 7    | Hendrik Feldwehr       | Alemanha       | 1:00.08 | Q                |
| 11   | 7       | 6    | Michael Jamieson       | Reino Unido    | 1:00.20 | Q                |
| 12   | 6       | 2    | Nicolas Fink           | Estados Unidos | 1:00.24 | Q                |
| 12   | 7       | 2    | João Luiz Gomes Júnior | Brasil         | 1:00.24 | Q                |
| 14   | 7       | 7    | Mattia Pesce           | Itália         | 1:00.32 | Q                |
| 15   | 6       | 1    | Damir Dugonjič         | Eslovênia      | 1:00.36 | Q                |
| 16   | 6       | 5    | Giedrius Titenis       | Lituânia       | 1:00.44 | Q                |
| 17   | 8       | 5    | Brenton Rickard        | Austrália      | 1:00.52 |                  |
| 18   | 6       | 0    | Dawid Szulich          | Polónia        | 1:00.54 | Recorde nacional |
| 19   | 6       | 7    | Giacomo Perez d'Ortona | França         | 1:00.55 |                  |
| 20   | 6       | 3    | Akihiro Yamaguchi      | Japão          | 1:00.69 |                  |

| Ver o restante da classificação | Ver o restante da classificação | Ver o restante da classificação | Ver o restante da classificação | Ver o restante da classificação | Ver o restante da classificação | Ver o restante da classificação |
| Pos.                            | Bateria                         | Raia                            | Nadador                         | Nacionalidade                   | Tempo                           | Notas                           |
| ------------------------------- | ------------------------------- | ------------------------------- | ------------------------------- | ------------------------------- | ------------------------------- | ------------------------------- |
| 21                              | 6                               | 9                               | Laurent Carnol                  | Luxemburgo                      | 1:00.76                         |                                 |
| 22                              | 7                               | 8                               | Richard Funk                    | Canadá                          | 1:00.89                         |                                 |
| 23                              | 8                               | 8                               | Johannes Skagius                | Suécia                          | 1:00.94                         | Recorde nacional                |
| 24                              | 7                               | 9                               | Carlos Almeida                  | Portugal                        | 1:01.01                         | Recorde nacional                |
| 25                              | 8                               | 9                               | Gu Biaorong                     | China                           | 1:01.08                         |                                 |
| 26                              | 5                               | 3                               | Jorge Murillo                   | Colômbia                        | 1:01.28                         |                                 |
| 27                              | 6                               | 8                               | Tomáš Klobučník                 | Eslováquia                      | 1:01.37                         |                                 |
| 28                              | 7                               | 1                               | Vyacheslav Sinkevich            | Rússia                          | 1:01.38                         |                                 |
| 28                              | 8                               | 1                               | Christian vom Lehn              | Alemanha                        | 1:01.38                         |                                 |
| 30                              | 7                               | 0                               | Panagiotis Samilidis            | Grécia                          | 1:01.48                         |                                 |
| 31                              | 4                               | 7                               | Dmitriy Balandin                | Cazaquistão                     | 1:01.58                         |                                 |
| 32                              | 4                               | 6                               | Martin Schweizer                | Suíça                           | 1:01.64                         |                                 |
| 33                              | 5                               | 4                               | Ihor Borysyk                    | Ucrânia                         | 1:01.71                         |                                 |
| 34                              | 5                               | 0                               | Imri Ganiel                     | Israel                          | 1:01.77                         |                                 |
| 34                              | 5                               | 7                               | Eetu Karvonen                   | Finlândia                       | 1:01.77                         |                                 |
| 36                              | 5                               | 2                               | Čaba Silađi                     | Sérvia                          | 1:01.78                         |                                 |
| 37                              | 8                               | 0                               | Edgar Crespo                    | Panamá                          | 1:01.95                         |                                 |
| 38                              | 5                               | 8                               | Demir Atasoy                    | Turquia                         | 1:02.01                         | Recorde nacional                |
| 39                              | 5                               | 6                               | Viktar Vabishchevich            | Bielorrússia                    | 1:02.08                         | Recorde nacional                |
| 40                              | 5                               | 5                               | Martin Liivamägi                | Estónia                         | 1:02.41                         |                                 |
| 41                              | 4                               | 1                               | Miguel Ferreira                 | Venezuela                       | 1:02.45                         |                                 |
| 42                              | 4                               | 3                               | David Oliver Mercado            | México                          | 1:02.57                         |                                 |
| 43                              | 5                               | 1                               | Choi Kyu-Woong                  | Coreia do Sul                   | 1:02.58                         |                                 |
| 44                              | 4                               | 2                               | Sandeep Sejwal                  | Índia                           | 1:02.69                         |                                 |
| 45                              | 5                               | 9                               | Joshua Hall                     | Filipinas                       | 1:02.87                         | Recorde nacional                |
| 46                              | 4                               | 8                               | Radomyos Matjiur                | Tailândia                       | 1:03.27                         |                                 |
| 47                              | 3                               | 6                               | Nikolajs Maskalenko             | Letônia                         | 1:03.28                         |                                 |
| 48                              | 3                               | 4                               | Malick Fall                     | Senegal                         | 1:03.38                         |                                 |
| 49                              | 3                               | 3                               | Abraham McLeod                  | Trinidad e Tobago               | 1:03.47                         |                                 |
| 50                              | 4                               | 9                               | Abdulrahman Al-Bader            | Kuwait                          | 1:03.72                         | Recorde nacional                |
| 51                              | 4                               | 0                               | Vladislav Mustafin              | Uzbequistão                     | 1:03.76                         |                                 |
| 52                              | 3                               | 7                               | Eladio Carrion                  | Porto Rico                      | 1:04.40                         |                                 |
| 53                              | 3                               | 2                               | Wong Chun Yan                   | Hong Kong                       | 1:04.96                         |                                 |
| 54                              | 3                               | 1                               | James Lawson                    | Zimbabwe                        | 1:05.12                         |                                 |
| 55                              | 3                               | 9                               | Jesús Flores                    | Honduras                        | 1:05.32                         |                                 |
| 56                              | 2                               | 1                               | Benjamin Schulte                | Guam                            | 1:05.67                         |                                 |
| 57                              | 2                               | 4                               | José Montoya                    | Costa Rica                      | 1:05.89                         |                                 |
| 58                              | 4                               | 4                               | Martin Melconian                | Uruguai                         | 1:05.90                         |                                 |
| 58                              | 4                               | 5                               | Petr Bartůněk                   | Chéquia                         | 1:05.90                         |                                 |
| 60                              | 3                               | 5                               | Mubarak Al-Besher               | Emirados Árabes Unidos          | 1:06.17                         |                                 |
| 61                              | 3                               | 0                               | Rafael van Leeuwaarde           | Suriname                        | 1:06.22                         |                                 |
| 62                              | 3                               | 8                               | Vasilii Danilov                 | Quirguistão                     | 1:06.51                         |                                 |
| 63                              | 2                               | 5                               | Wael Koubrousli                 | Líbano                          | 1:06.54                         |                                 |
| 64                              | 2                               | 6                               | Bradford Worrell                | Santa Lúcia                     | 1:07.47                         | Recorde nacional                |
| 65                              | 2                               | 3                               | Serginni Marten                 | Antilhas Holandesas             | 1:08.23                         |                                 |
| 66                              | 2                               | 0                               | Douglas Miller                  | Fiji                            | 1:09.19                         | Recorde nacional                |
| 67                              | 1                               | 4                               | Pierre-Andre Adam               | Seicheles                       | 1:09.77                         |                                 |
| 68                              | 2                               | 2                               | Muhammad Isa Ahmad              | Brunei                          | 1:09.96                         |                                 |
| 69                              | 1                               | 5                               | Troy Kojenlang                  | Ilhas Marshall                  | 1:10.42                         |                                 |
| 70                              | 2                               | 9                               | Alexandros Axiotis              | Zâmbia                          | 1:10.73                         |                                 |
| 71                              | 2                               | 8                               | Gunsennorov Zandanbal           | Mongólia                        | 1:11.27                         |                                 |
| 72                              | 2                               | 7                               | J'Air Smith                     | Antígua e Barbuda               | 1:14.70                         |                                 |
| 73                              | 1                               | 6                               | Mohamed Cheic Camara            | Guiné                           | 1:15.54                         |                                 |
| 74                              | 1                               | 3                               | Lin Tin Kyaw                    | Myanmar                         | 1:18.24                         |                                 |
| 75                              | 1                               | 2                               | Storm Hablich                   | São Vicente e Granadinas        | 1:24.08                         |                                 |
| 76                              | 1                               | 7                               | Yokubdzhon Umarov               | Tajiquistão                     | 1:25.50                         |                                 |
| 77                              | 1                               | 1                               | Awoussou Ablam Hodadje          | Benim                           | 1:32.77                         |                                 |

### Semifinal
Esses foram os resultados das semifinais.
Semifinal 1
| Pos. | Raia | Nadador           | Nacionalidade  | Tempo   | Notas |
| ---- | ---- | ----------------- | -------------- | ------- | ----- |
| 1    | 3    | Kevin Cordes      | Estados Unidos | 59.78   | Q     |
| 2    | 6    | Felipe Lima       | Brasil         | 59.84   | Q     |
| 3    | 5    | Kosuke Kitajima   | Japão          | 59.92   | Q     |
| 4    | 4    | Kirill Strelnikov | Rússia         | 59.94   |       |
| 5    | 2    | Hendrik Feldwehr  | Alemanha       | 1:00.05 |       |
| 6    | 8    | Giedrius Titenis  | Lituânia       | 1:00.14 |       |
| 7    | 7    | Michael Jamieson  | Reino Unido    | 1:00.59 |       |
| 8    | 1    | Mattia Pesce      | Itália         | 1:01.06 |       |

Semifinal 2
| Pos. | Raia | Nadador                | Nacionalidade  | Tempo   | Notas |
| ---- | ---- | ---------------------- | -------------- | ------- | ----- |
| 1    | 4    | Christian Sprenger     | Austrália      | 59.23   | Q     |
| 2    | 6    | Cameron van der Burgh  | África do Sul  | 59.78   | Q     |
| 3    | 8    | Damir Dugonjič         | Eslovênia      | 59.80   | Q     |
| 4    | 7    | Nicolas Fink           | Estados Unidos | 59.84   | Q     |
| 5    | 5    | Fabio Scozzoli         | Itália         | 59.90   | Q     |
| 6    | 2    | Ross Murdoch           | Reino Unido    | 1:00.07 |       |
| 7    | 3    | Glenn Snyders          | Nova Zelândia  | 1:00.22 |       |
| 8    | 1    | João Luiz Gomes Júnior | Brasil         | 1:00.40 |       |

### Final
Esse foi o resultado da final. 
| Pos.              | Raia | Nadador               | Nacionalidade  | Tempo   | Notas |
| ----------------- | ---- | --------------------- | -------------- | ------- | ----- |
| Medalha de ouro   | 4    | Christian Sprenger    | Austrália      | 58.79   |       |
| Medalha de prata  | 3    | Cameron van der Burgh | África do Sul  | 58.97   |       |
| Medalha de bronze | 2    | Felipe Lima           | Brasil         | 59.65   |       |
| 4                 | 6    | Damir Dugonjič        | Eslovênia      | 59.68   |       |
| 5                 | 1    | Fabio Scozzoli        | Itália         | 59.70   |       |
| 6                 | 8    | Kosuke Kitajima       | Japão          | 59.98   |       |
| 7                 | 5    | Kevin Cordes          | Estados Unidos | 1:00.02 |       |
| 8                 | 7    | Nicolas Fink          | Estados Unidos | 1:00.10 |       |

Legenda
| Recorde mundial       | Recorde mundial (World record)               |                       | Recorde africano                      | Recorde africano (African) |                                           | Q | Classificado por posição (Qualified) |
| Recorde do campeonato | Recorde do campeonato (Championship record)  | Recorde da América    | Recorde da América (Americas)         | q                          | Classificado por melhor tempo (Qualified) |   |                                      |
| Melhor marca do ano   | Melhor marca do ano (World leading)          | Recorde asiático      | Recorde asiático (Asian)              | DNS                        | Não largou (Did not start)                |   |                                      |
| Recorde nacional      | Recorde nacional (National record)           | Recorde europeu       | Recorde europeu (European)            | DNF                        | Não terminou (Did not finish)             |   |                                      |
| Recorde pessoal       | Recorde pessoal do atleta (Personal best)    | Recorde da Oceania    | Recorde da Oceania (Oceania)          | DSQ / DQ                   | Desclassificado (Disqualified)            |   |                                      |
| Recorde da temporada  | Recorde da temporada do atleta (Season best) | Recorde sul-americano | Recorde sul-americano (South America) | NM                         | Sem marca (No mark)                       |   |                                      |